# 李孜
李孜（15世紀—15世紀），字日孜，號時習，廣東南雄府保昌縣人，明朝政治人物。

## 生平
李孜學識豐富而高雅，文詞平和，善於教人，是正統六年（1441年）的舉人，三次中會試副榜，授南靖教諭，曾和縣內耆民李元功捐款重修倒塌的明倫堂，改任寧遠，兩任期間三次擔任鄉試考官，取錄多位名士，再改任豐城教諭，陞淮安教授，獲陳選看重，稱他「真五經師」。大學士丘濬打算推薦他進入翰林院，卻因他年老致仕而不果。他個性正直負氣，與人難融洽相處，但能克己復禮，又喜歡收集府內遺文故市，被形容為任博雅，雖然只任職儒官而聲望特重，有《林塘集》流傳，死後入祀鄉賢祠。

## 引用
1. 1 2  道光《直隸南雄州志·卷二十七·列傳三》：李孜，字日孜，博學多聞，尤邃於《書》，正統辛酉領鄉薦，厯南靖、寧遠、豐城三邑教諭，遷淮安教授，才以學富、詞氣平和，善於教人，雅有高致。明倫堂傾圯，不勞郡邑捐貲鼎建，仗義多類此，士子至今慕之；三典文衡，所至得人，時陳選獨推重之，謂之真五經師也。大學士邱濬欲薦以館職，會孜引年不果。孜性狷介負氣崖岸，與人寡合，然能克己處物，為文興贍有法，尤喜蒐郡中遺文故實，一時號為博雅，雖位止儒官而譽望特重，所著有《林塘集》 省志 ，卒祀鄉賢。 見黃氏通志，舊志寥寥數行，且誤正統為正德，今補訂
2. ↑  丘濬《重編瓊臺㑹藁·卷二十二》：〈別知後賦 有序〉：予友凌江李君時習，有志之士也，蚤以書經領鄉薦，三試春官皆中乙榜，當得校官，君不屑就最，後有司限以年不容辭，乃授閩之南靖教諭……
3. ↑  乾隆《南靖縣志·卷六》：李孜，保昌舉人，景泰三年為本學教諭，資性剛直、文學優長，生徒多所成就，屢典文衡名聲藉甚，明倫堂傾圯，謀諸耆民李元功等捐貲建之。
4. ↑  嘉慶《寧遠縣志·卷六》：李孜，廣東保昌人，舉人，任教諭七年兩典文衡，敷教課業勤懇不倦，一時科甲䆮盛其功居多。
5. ↑  天啟《淮安府志·卷七》：李孜 廣東保昌人，任教授，學博才富、詞氣和平，善於教人，雅有高致，士子至今慕之。